# Herrenhaus Mößlitz

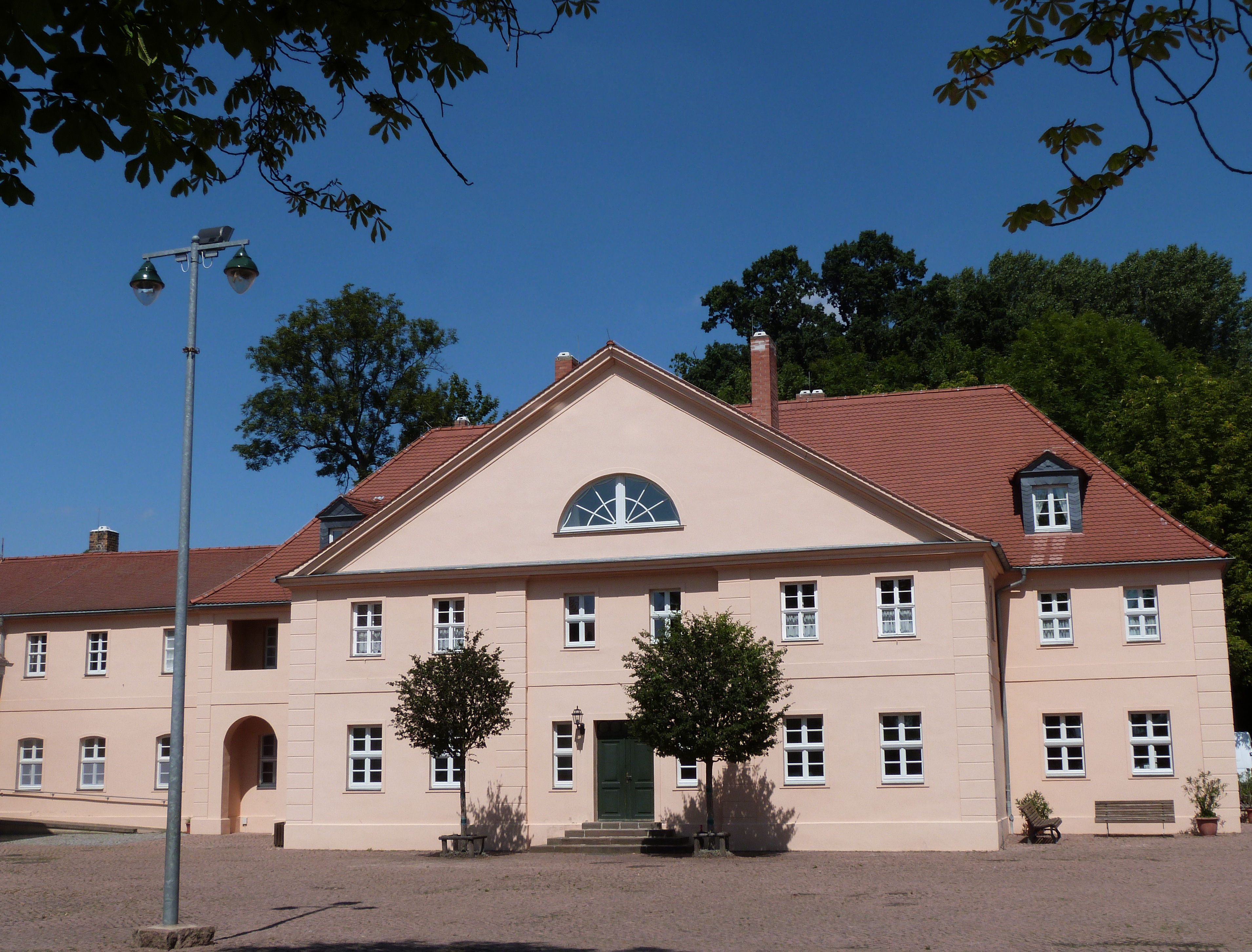
Saniertes Hauptgebäude des Gutshofes

Das Herrenhaus Mößlitz, auch als Gutshof Mößlitz, Rittergut Mößlitz oder Schloss Mößlitz bezeichnet, ist ein denkmalgeschütztes Bauwerk in Mößlitz, einem Ortsteil der Stadt Zörbig im Landkreis Anhalt-Bitterfeld in Sachsen-Anhalt. Im örtlichen Denkmalverzeichnis ist es als Gutshof unter der Erfassungsnummer 094 95739 als Baudenkmal verzeichnet.

## Geschichte
Eine urkundliche Erwähnung eines Rittergutes in Mößlitz fand 1692 statt. Eine landwirtschaftliche Nutzung des Gutes ist für das erste Jahrzehnt des 20. Jahrhunderts belegt. Zu dieser Zeit stammten die ältesten Gebäude aus der Zeit um 1800. Ältere Gebäude wurden bei einem Brand im Jahr 1741 zerstört.
Das heute erhaltene Herrenhaus stammt aus der Zeit um 1830 und wurde im spätklassizistischen Stil erbaut. Die Gutsanlage ist eine Dreiseitenhofanlage. Nach einem An- und Umbau nach Plänen des Architekten Paul Schultze-Naumburg im Jahr 1924 wurde das Gebäude als Sanatorium für Morphin- und Alkoholabhängige genutzt. Bereits 1927 erfolgte der Verkauf des Gutes an den Allgemeinen Hannoverschen Klosterfonds. Die Universität Halle pachtet das Gut ab 1943 und richtet dort unter der Leitung von Professor Roemer ein agrarwissenschaftliches Versuchsgut ein. Diese Nutzung erfolgte auch nach dem Zweiten Weltkrieg weiter. Eine große Hofscheune wurde 1995 abgebrochen. Heute wird das Gut als soziokulturelles Zentrum genutzt und befindet sich im Privatbesitz.
Zum Baudenkmal gehört auch der nördlich gelegene 1,32 Hektar große Park, angelegt in der zweiten Hälfte des 19. Jahrhunderts, wie auch als Einfriedung ein prächtiges schmiedeeisernes Gitter mit Tor aus der Zeit um 1900.